# Kogt torsk

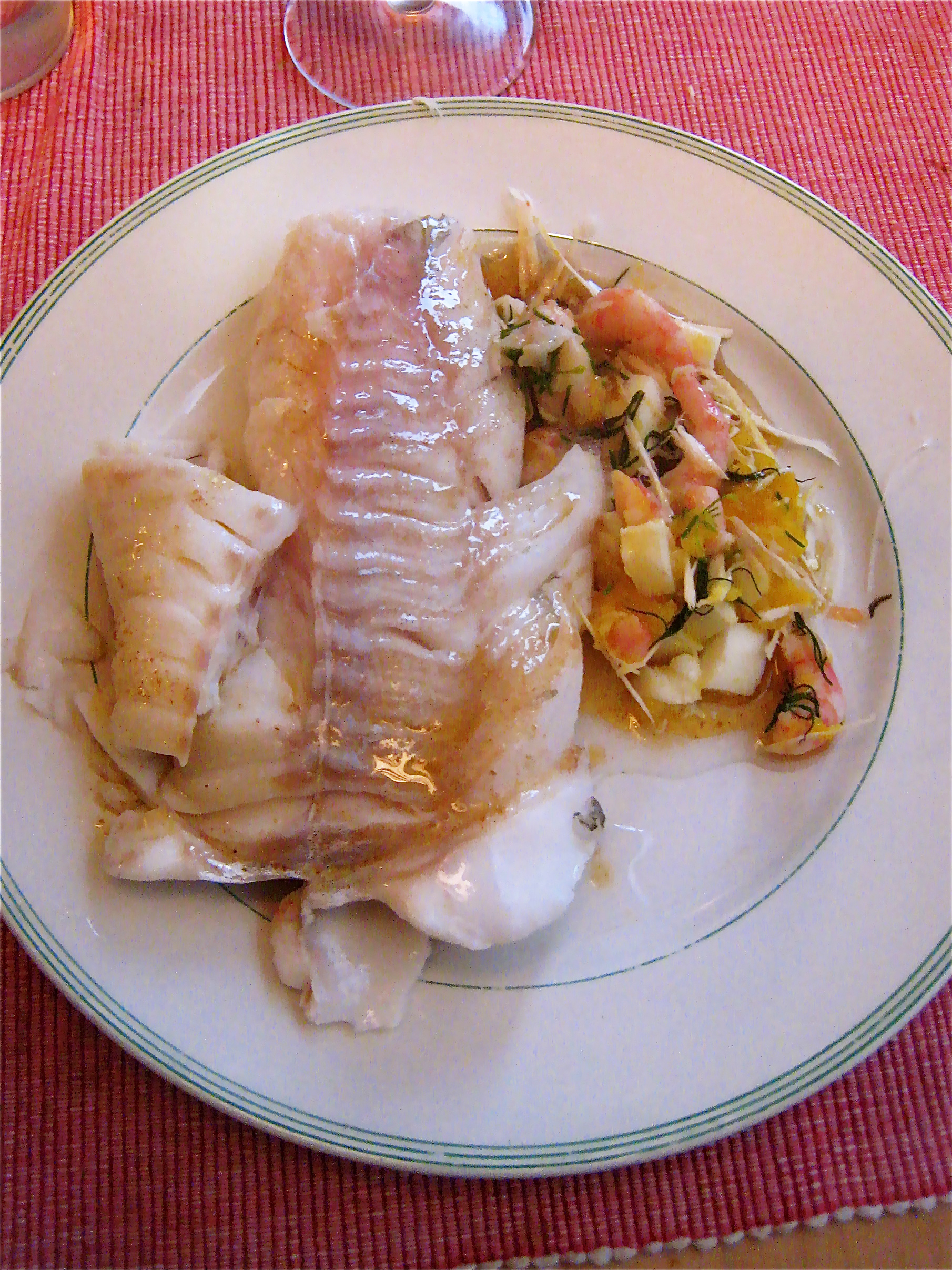
Kogt torsk (bacalhau fresco cozido) servido com manteiga castanha, ovos, camarão, endro e pimenta. O bacalhau na imagem foi pescado com anzol em Øresund.

Kogt torsk é um prato de bacalhau fresco cozido tradicional da culinária da Dinamarca, com batata cozida e molho de mostarda. É particularmente conhecido por ser servido na véspera do ano novo.
A água de cozer o bacalhau leva folhas de louro e grãos de pimenta. Para reforçar o sabor do bacalhau, este é servido com diversos acompanhamentos, tais como cubinhos de bacon, cebola crua picada, beterraba em conserva, ovo cozido picado, rábano-picante, alcaparras, picles, salsa picada, mostarda de peixe e ovas de bacalhau.